# Maillot retiré

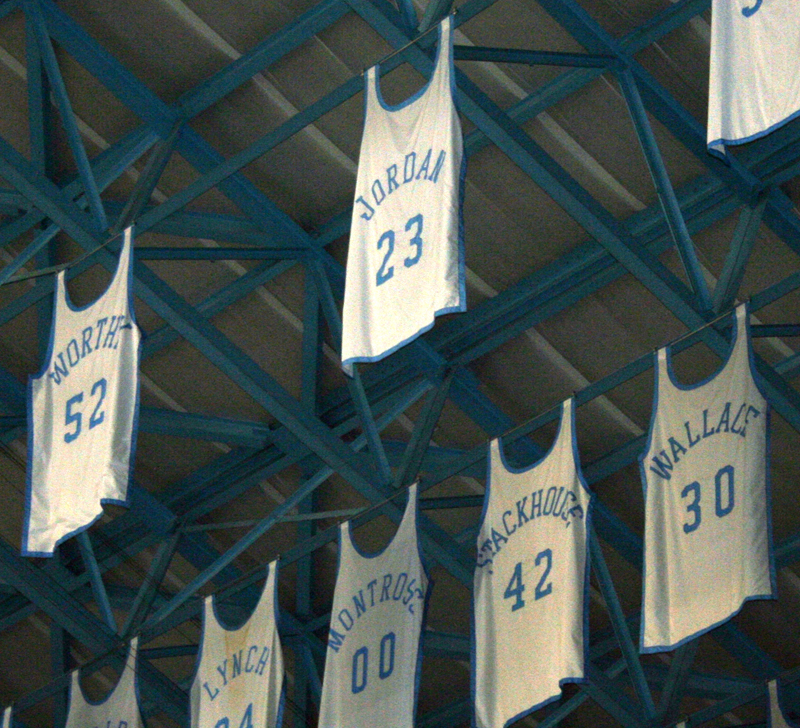
Le numéro 23 de Michael Jordan suspendu aux cintres de l'université de Caroline du Nord.

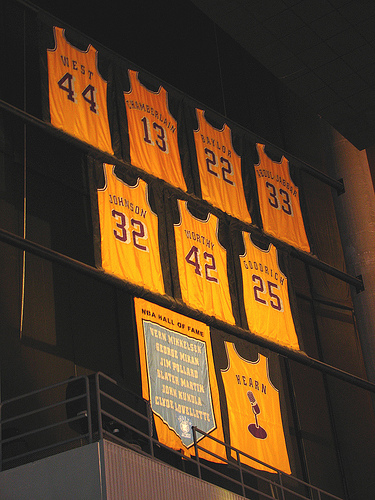
Les numéros retirés par les Lakers de Los Angeles suspendus au plafond du Staples Center.

La pratique du maillot retiré est courante dans les sports collectifs américains (basket-ball, football, baseball, hockey sur glace). Elle consiste à mettre de côté le numéro porté par un joueur après sa retraite, ou à la suite de son décès, en hommage à sa contribution au club.
Dans ces sports collectifs, les joueurs choisissent un numéro lors de leur arrivée au club. Ils conservent généralement ce numéro durant toute leur carrière dans ce club. Après la retraite d'un joueur ayant apporté une grande contribution au club, les dirigeants de celui-ci décident parfois de « retirer son numéro ». À cette occasion, une cérémonie est organisée en présence du joueur, le plus souvent à la mi-temps d'un match. Un maillot agrandi du joueur est généralement accroché au plafond du gymnase et le joueur est considéré comme toujours présent, par l'influence qu'il a eue, dans l'équipe. Un numéro ainsi retiré ne peut plus être choisi par un autre joueur du club.
Le choix de retirer un maillot appartenant aux dirigeants d'un club, il se base généralement sur la contribution du joueur au succès du club et à sa longévité au sein du club. Le joueur ne doit pas nécessairement passer l'intégralité de sa carrière au sein du club pour voir son maillot retiré. Il arrive qu'un maillot soit retiré à titre posthume, comme c'est le cas pour les joueurs de NBA Bobby Phills et Malik Sealy.
Le premier numéro retiré est le 1 de Ray Flaherty, joueur de football américain (1935). 
Jackie Robinson des Dodgers de Brooklyn est le premier joueur dont le numéro est retiré de l'ensemble d'une ligue (1997). Pour honorer la mémoire du premier Noir à évoluer en Ligue majeure de baseball après six décennies de ségrégation, la MLB retire son numéro 42 de l'ensemble des franchises de la MLB,. Seuls les joueurs portant déjà ce numéro au moment de la décision de la MLB sont autorisés à les conserver jusqu'à la fin de leur carrière. À la fin de la saison 2009, le stoppeur des Yankees de New York, Mariano Rivera, a été le dernier joueur à porter le numéro 42. De plus, depuis 2009, le port du numéro 42 est désormais obligatoire pour tous les joueurs, managers, instructeurs et même les arbitres à l'occasion du Jackie Robinson Day (15 avril).
Sur l'exemple de Robinson, Wayne Gretzky, considéré comme le meilleur joueur de l'histoire de la Ligue nationale de hockey, a vu son numéro 99 retiré de toutes les équipes de la LNH.
Certaines formations retirent des numéros en hommage à leurs fans. La franchise de baseball des Indians de Cleveland a ainsi retiré le numéro 455 à la suite du record de 455 matchs consécutifs joués à domicile à guichets fermés.

## Rugby
Dans d'autres sports tels que le rugby, malgré la longue histoire de ce sport, il était autrefois impossible de retirer les numéros de maillot, car chaque numéro représente une position particulière sur le terrain. Toutefois, comme de plus en plus de ligues adoptent l'utilisation des numéros d'équipe, le retrait des numéros est désormais possible. Le premier exemple enregistré en Rugby League remonte à mai 2015, lorsque les Keighley Cougars retirent le numéro 6 à la suite du décès de Danny Jones au cours d'un match.
À la suite du décès de l'ancien joueur Roger Millward, les Hull Kingston Rovers retirent le maillot numéro 6 que portait Millward. Terry Campese, qui s'était vu attribuer ce numéro pour 2016, reçoit le numéro 32 à la place.
En 2014, les Newcastle Knights retirent le maillot numéro 16 pour tous les matchs à partir du 4ᵉ tour, à la suite d'une blessure au cou qui met fin à la carrière d'Alex McKinnon et le rend tétraplégique,.